# Internet Explorer Mobile
Internet Explorer Mobile (antigament anomenat Pocket Internet Explorer; abreujat comunament a IE Mobile) és un navegador web mòbil descatalogat desenvolupat per Microsoft, basat en versions del motor de disseny Trident. IE Mobile ve carregat per defecte amb Windows Phone i Windows CE. Les versions actuals d'Internet Explorer Mobile (des de Windows Phone 8) es basen en la versió d'escriptori d'Internet Explorer. Tanmateix, les versions anteriors anomenades Pocket Internet Explorer (que es troben a Windows Phone 7 i Windows Mobile), no es basen en el mateix motor de disseny.
La versió actual d'Internet Explorer Mobile, Internet Explorer Mobile 11, es basa en la versió d'escriptori de Internet Explorer 11 i ve amb Windows Phone 8.1. El nou navegador, Microsoft Edge va substituir Internet Explorer Mobile a Windows 10 Mobile.

## Característiques
L'última versió d'Internet Explorer Mobile inclou navegació per pestanyes. El navegador és compatible gestos multitàctils, Incloent pinch-to-zoom així com tap-to-zoom, encara que no al Touch API al present. Bing Search està estretament integrat amb Internet Explorer Mobile. Pot mostrar llocs web en versions "mòbils" i "d'escriptori".

## Plataformes
S'ha inclòs Internet Explorer Mobile 6 amb Windows Mobile 6.5 i al Zune HD. S'ha inclòs Internet Explorer Mobile 7 amb Windows CE 7. S'ha inclòs Internet Explorer Mobile 9 amb Windows Phone. Cada versió té el mateix motor de representació de Trident com la contrapart d'escriptori, però amb millores addicionals.

## Historial de versions

### Pocket Internet Explorer

#### Versió 1
Pocket Internet Explorer va ser introduït per primera vegada en Windows CE 1.0, llançat al novembre de 1996. No es deriva del codi d'Internet Explorer I es va escriure des de zero per ser el més lleuger possible. PIE 1.1 es va alliberar més endavant que va ser compatible amb galetes, HTTPS, i SSL.

#### Versions 2 i 3
Pocket Internet Explorer 2.0, llançat al setembre de 1997 amb Windows CE 2.0, va afegir moltes funcions noves: la navegació fora de línia, el redimensionament de les imatges per adaptar-se a la pantalla i un suport HTML més ric, incloent conjunts de marcs i taules. PIE 3.0, introduït el juliol de 1998 amb Windows CE 2.10, va afegir suport per a JScript i diversos protocols segurs.

#### Versió 4
Pocket Internet Explorer 4 va ser el primer a donar suport ActiveX, CSS, Visual Basic Script així com l'extensió del suport per HTTPS i les funcions HTML avançades. La versió Pocket PC 2002 de PIE va oferir un suport limitat DHTML i XML, i també la possibilitat de navegar llocs WAP – una característica no present a Internet Explorer per a PC, Internet Explorer 6.0 ha afegit suport per IFrames. El navegador web dona suport a FTP, XSLT, galetes i animades GIF entre altres característiques.

### Internet Explorer Mobile

#### Versió 6
El 8 de juliol de 2008 a la conferencia anual Microsoft Worldwide Partner, Microsoft va anunciar Internet Explorer Mobile 6 per a la seva pròxima versió de Windows Mobile. Andy Lees, vicepresident sènior de Microsoft de negocis de comunicacions mòbils, va dir que Internet Explorer Mobile 6 anava a ser una versió completa de Internet Explorer 6 a Windows Mobile.
Es va mostrar durant breus durant moments a la presentació de Microsoft al CES 2009 en una Palm Treo Pro, i de nou en un vídeo oficial per a Toshiba amb el telèfon TG01, amb processador Qualcomm Snapdragon.
Internet Explorer Mobile 6 va ser llançat com a part de Windows Mobile 6.5, i alguns OEM també ho van instal·lar en dispositius estàndard de Windows Mobile 6. Les noves característiques inclouen compatibilitat Javascript millorada i AJAX (Jscript v5.7 de Internet Explorer 8) i suport per a Adobe Flash Lite 3.1. El navegador també té una interfície gràfica d'usuari redissenyada amigable. La qualitat i la velocitat de la representació global també es milloren amb aquesta versió; No obstant això, d'acord amb Gizmodo i Engadget tampoc va representar pàgines a Opera Mobile i navegadors basats en Webkit.

#### Versió 7
El 15 de febrer de 2010, Microsoft va donar a conèixer la seva propera generació de sistemes operatius mòbils, Windows Phone. Amb ell, apareix una nova versió del navegador Internet Explorer Mobile. Les noves funcions del navegador inclouen suport de gestos multitàctils, navegació per pestanyes, una nova interfície d'usuari, animacions suaus de zoom i un motor de representació híbrid de les versions d'escriptori de Internet Explorer 7 i Internet Explorer 8. D'acord amb Engadget i Gizmodo, la velocitat i la qualitat de la reproducció han millorat significativament i ara es mostren a la par dels navegadors mòbils competidors basats en WebKit.

#### Versió 9
A Mobile World Congress 2011, al febrer de 2011, Microsoft va donar a conèixer una important actualització a Internet Explorer Mobile basada en el motor de renderització de Internet Explorer 9. Igual que la seva contrapart d'escriptori, el navegador presenta una acceleració completa de maquinari. Els canvis d'aquesta versió inclouen moure la barra d'adreces a la part inferior de la pantalla i tenir-la present en orientació horitzontal. Microsoft va mostrar una sèrie de demostracions HTML5 per al navegador. Aquesta és l'última versió compatible amb Windows Phone 7.

#### Versió 10
En el Windows Phone Developer Summit al juny de 2012, Microsoft va revelar la propera versió de Windows Phone, Windows Phone 8, vindrà amb el mateix motor de navegació web que s'utilitzarà a ordinadors i tauletes amb Windows 8. IE10 Mobile serà més ràpid i segur, amb característiques anti-phishing avançades com SmartScreen Filter per bloquejar llocs web i malware perillós. Amb l'ajuda del nucli compartit entre la versió de IE10 d'escriptori i IE10 Mobile, Internet Explorer 10 Mobile admet un rang més ampli de les capacitats HTML5 (inclosos els esdeveniments del punter) i augmenta el rendiment de les aplicacions/llocs web. Quan finalment va sortir IE10 Mobile, va sortir a terme el Galaxy S III, HTC One S, i iPhone 4S a la Beta d'iOS 6 en els punt de referència de SunSpider.

#### Versió 11
El 15 de juliol de 2014, Microsoft va llençar Windows Phone 8.1, que inclou el nou navegador Internet Explorer Mobile 11. Aquesta versió s'acosta més a la contrapart d'escriptori, portant moltes de les seves millores.
Les noves característiques inclouen:
- Suport per a WebGL;
- Mapatge normal;[Cal aclariment]
- Mode de navegació privat;
- Mode de lectura;
- La possibilitat de desplaçar-vos cap a l'esquerra o cap a la dreta per anar a la pàgina web anterior o següent;
- Càrrega d'arxius;
- Un nou reproductor web de vídeo HTML5 amb suport per a la reproducció en línia i els subtítols tancats;
- Lloc web de Windows 8 amb rajoles dinàmiques;
- La possibilitat de desar contrasenyes;
- La possibilitat d'obrir un nombre il·limitat de pestanyes (anteriorment l'usuari podia obrir fins a sis fitxes).

A més, el botó per actualitzar la pàgina ja es troba a la barra d'adreces, i les pestanyes obertes es poden mostrar en altres dispositius de Microsoft, a més del telèfon intel·ligent en ús: si un usuari ha iniciat sessió amb la seva compte de Microsoft tant en el seu dispositiu Windows 8.1 com el dispositiu Windows Phone, les pestanyes a Internet Explorer 11 es sincronitzaran automàticament.

#### Versió 11 Update
Microsoft va realitzar diversos canvis a Internet Explorer Mobile per a fer compatible el navegador amb els llocs dissenyats per a mòbils Safari (iOS) i Chrome (Android). Per aconseguir-ho, Microsoft va adoptar les funcions utilitzades en Safari i Chrome, emulant les característiques legals de WebKit i afirma als servidors web que és compatible amb iOS o Android. La nova versió d'Internet Explorer Mobile es va publicar amb Windows Phone 8.1 Update.

## Galeria

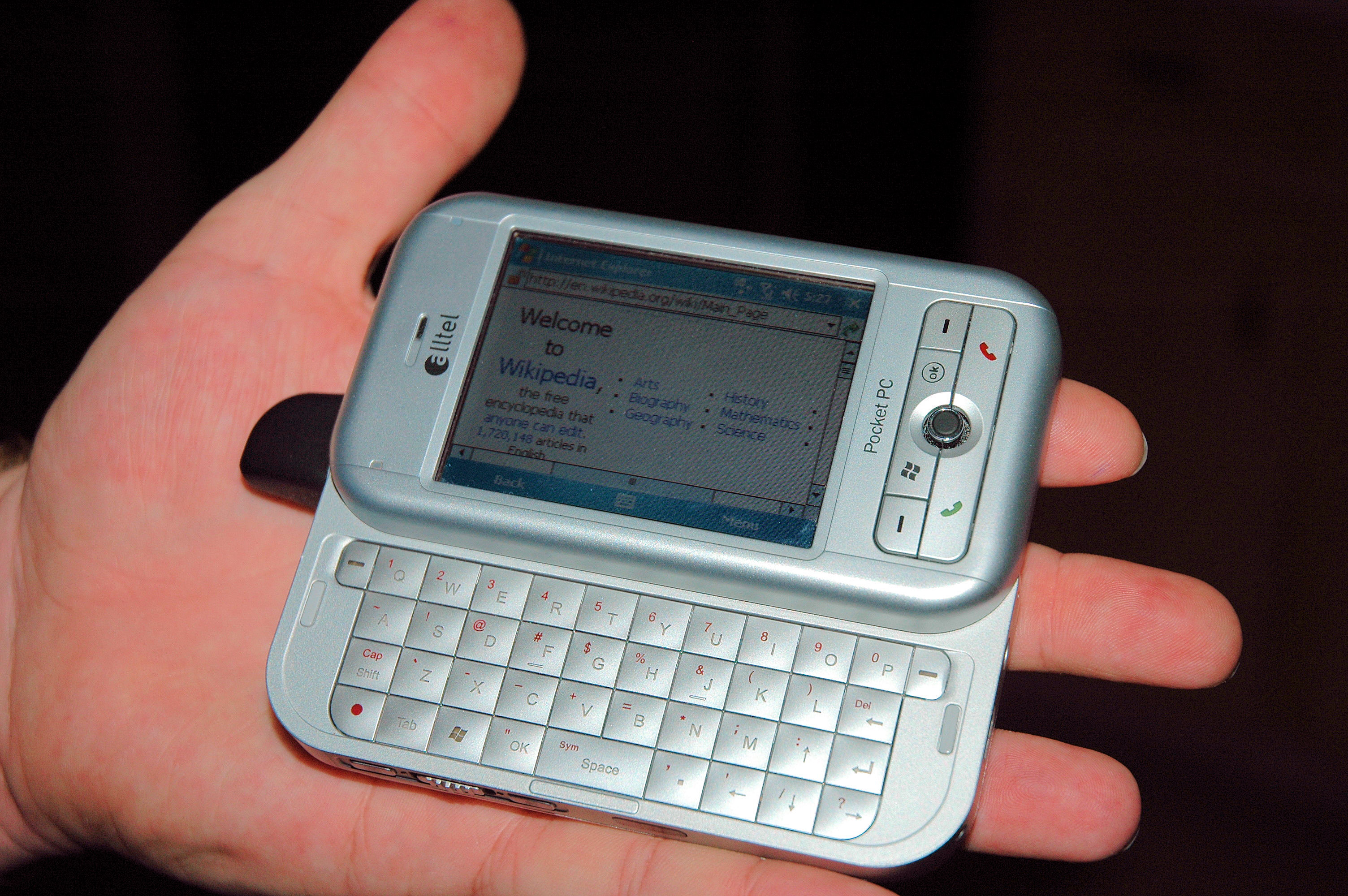
Pocket Internet Explorer a Windows Mobile 5
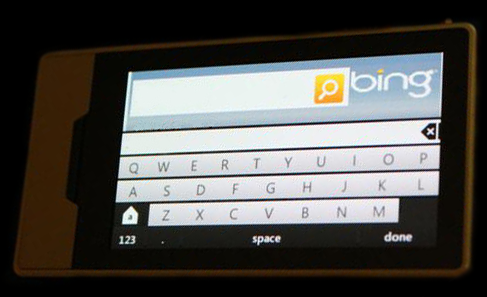
Internet Explorer Mobile 6 al Zune HD
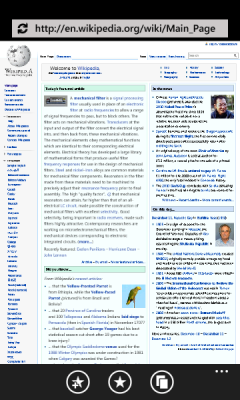
Internet Explorer Mobile 7 a Windows Phone
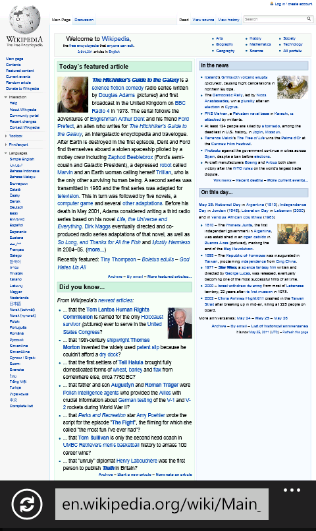
Internet Explorer Mobile 9 a Windows Phone
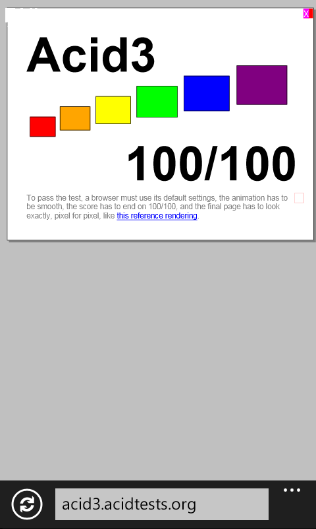
Acid3 mostra a Internet Explorer Mobile v9.0